# Bezugsrechtsemission
Eine Bezugsrechtsemission (engl. Rights issue) ist eine Kapitalerhöhung einer Aktiengesellschaft mit Bezugsrechten.

## Hintergründe
Damit Altaktionäre nicht dem Verwässerungseffekt unterliegen, hat der Gesetzgeber vorgesehen, dass bei allen Kapitalerhöhungen den Altaktionären in der Regel ein zweiwöchiges Bezugsrecht einzuräumen ist. Dieses kann nur in speziellen Fällen ausgeschlossen werden. Voraussetzung für diese speziellen Fälle ist, dass zum einen die Hauptversammlung der Aktiengesellschaft diesen Bezugsrechtsausschluss entsprechend genehmigt hat und die Höhe der Kapitalerhöhung in Deutschland zum Beispiel 10 % des Grundkapitals nicht übersteigt.
Des Weiteren wurde bereits in den 1960ern festgestellt, dass viele Unternehmen eine Bezugsrechtsemission über eine Unterbewertung der jungen Aktien offensichtlich als versteckte Dividendenerhöhung nutzen.

## Durchführung von Bezugsrechtsemissionen
Nachdem die Aktionäre auf der Hauptversammlung einer Aktiengesellschaft den Vorstand dieser ermächtigt haben eine Kapitalerhöhung mit Bezugsrechten durchzuführen (siehe genehmigtes Kapital), kann der Vorstand gemeinsam mit dem Aufsichtsrat die Durchführung einer entsprechenden Kapitalmaßnahme beschließen. Mit den mit dem Beschluss wirksam werdenden Publizitätspflichten wird ebenfalls die Bezugsfrist bekannt gegeben, in der die Altaktionäre äquivalent zu ihrem Aktienanteil die Bezugsrechte zum Erwerb der jungen Aktien in Anspruch nehmen können.
Innerhalb der folgenden Bezugsfrist, die in Deutschland mindestens zwei Wochen, meist jedoch auch genau diese zwei Wochen beträgt, können die Altaktionäre dann entscheiden, ob sie von dem Vorrecht des Erwerbs der neuen Aktien Gebrauch machen oder nicht. Grundsätzlich haben die Altaktionäre auch das Recht ihre Bezugsrechte zu verkaufen, da diese, entgegen den Bezugsrechten bei einem Open Offer, verbriefte Rechte sind. Ein börslicher Bezugsrechtshandel ist jedoch nicht gesetzlich vorgeschrieben und wird daher nicht bei jeder Bezugsrechtsemission von den Konsortialbanken eingerichtet.
Am Ende der Bezugsfrist wird dann festgestellt, wie hoch die endgültige Annahmequote der Altaktionäre (auch Take-Up-Ratio) war. Die verbleibenden Aktien, die als „Rumpf“ bezeichnet werden, werden dann als Privatplatzierung nicht bezogener Aktien („Rump Placement“), meist über ein beschleunigtes Bookbuilding („Accelerated Bookbuilding“), bei interessierten Investoren im Markt platziert. Dabei gibt es oft ein Bankenkonsortium, das für die erfolgreiche Platzierung dieser verbleibenden Aktien in Form eines Underwritings garantiert.

## Situation in anderen Ländern

### Situation in der Schweiz
Auch in der Schweiz ist sowohl eine ordentliche Kapitalerhöhung die direkt von der Hauptversammlung beschlossen wird, als auch die Schaffung von genehmigtem oder bedingtem Kapitel möglich. Beide Beschlüsse erfordern die 2/3-Mehrheit der auf einer Hauptversammlung anwesenden Stimmrechte. In der Schweiz sind Bezugsrechtsemissionen bei Kapitalerhöhungen fast immer verpflichtend, wodurch Bezugsrechtsemissionen einen vergleichsweise sehr hohen Anteil an den Kapitalerhöhungsarten in der Schweiz haben. Ein Bezugsrechtsausschluss ist nur in besonderen Fällen, wie z. B. der Finanzierung einer Akquisition oder zur Verwendung der Aktien für Mitarbeiteraktienprogramme, möglich.